# Немецкое общественно-культурное объединение во Вроцлаве
Немецкое общественно-культурное объединение во Вроцлаве (НОКО) (нем. Deutsche Sozial-Kulturelle Gesellschaft in Breslau, DSKG; пол. Niemieckie Towarzystwo Kulturalno-Społeczne we Wrocławiu, NTKS) — объединение немецкого меньшинства в Нижесилезском воеводстве во Вроцлаве.

## Структура и деятельность
НОКО объединяет представителей немецкого меньшинства во Вроцлаве и прилегающих округов, оно представляет собой самое большое объединение в Нижней Силезии. НОКО является членом Союза немецких общественно-культурных объединений Польши и выполняет роль председателя области Нижняя Силезия. Организация насчитывает около 1200 членов. Председателем является Рената Заёнчковска. НОКО выпускает информационный журнал „Нижнесилезский информационный бюллетень“ и еженедельную программу на радио Вроцлав "Sami swoi - Miteinander".
К задачам и целям объединения относятся работа в культурной и общественной сфере, сохранение немецкого языка и культуры, а также нижнесилезских традиций и истории. Для этих целей были созданы культурный комитет, общественный комитет и комитет по работе с детьми и молодежью. НОКО проводит курсы немецкого языка и имеет собственную библиотеку.

## История
НОКО было основано во время политических перемен и зарегистрировано в 1991 году. НОКО располагалось сначала в Валбжихе, затем во Вроцлаве. В марте 1990 года был избран первый председатель, а 9 сентября 2012 вышла в первый раз программа на радио Вроцлав "Sami swoi - Miteinander".